# Orientální racek
Orientální racek je plemeno holuba domácího, typické velkou kulatou hlavou s velmi krátkým zobáčkem a špičatou chocholkou. Patří do plemenné skupiny racků, malých okrasných holubů s pernatou náprsenkou, a je z nich nejznámějším a v České republice nejrozšířenějším plemenem. V seznamu plemen EE je zapsán pod číslem 0714.

## Charakteristika
Orientální racek pochází z Blízkého východu, ale v Evropě je chován už od poloviny 19. století. Je to holub krátkozobý a patří mezi exteriérově nejdokonalejší plemena holubů. Je malý, rackové obecně patří mezi nejmenší holuby vůbec, a má poměrně velkou hlavu s širokým a vysokým čelem a vystupujícími tvářemi. Zobák je velmi krátký a splývá s linií hlavy, kterou narušuje jen vysoce nasazená špičatá chocholka. Vzácně se vyskytují i hladkohlaví orientální rackové. Hrdlo je vyplněné lalůčkem, takže hlava je opravdu ze všech stran oblá. Oči jsou velké, v barevném peří oranžové, v bílém vikvové, zobák odpovídá barvou zbarvení peří, u světlých holubů je narůžovělý, u tmavých až černý. Krk je krátký a silný a plynule přechází v krátký, kompaktní a zaoblený trup. Na přední straně krku a hrudi se nachází náprsenka tvořená zkadeřeným peřím. Nohy jsou krátké, s krátce opeřenými běháky, tzv. punčoškami.
Kvůli extrémně zkrácenému zobáku, který ptákům brání krmení holoubat, se k jejich odchovu používá chůvek, holoubata racků jsou podsazena páru středozobých rejdičů.

## Zbarvení orientálního racka
Orientální racek se chová v několika skupinách barevných rázů, které mohou být hodnoceny i odděleně, jako samostatná plemena.
- Blondinety jsou celobarevné s tmavou hlavou. Patří mezi ně i holubi jednobarevní bělopruzí a šupinatí rackové v základních barvách i mezibarvách.[5] u šupinatých blondinet je kresba kromě křídelních štítů často přítomna i na hřbetě, voleti,[5] hrudi a břichu.[4]

- Satinety mají barevné křídelní štíty a ocas. Jsou to orientální rackové štítníci, kteří jsou buď bělopruzí, nebo šupinatí. Hnědé a černé satinety mají šupinatý i ocas, u ostatních satinet je ocas barevný.[3][4][5]

- Turbitíni[1][2][3] nebo též turbiti[4][5] jsou orientální rackové ve zbarvení štítníka s barevnou čelní skvrnou a skvrnami na lících.[3][4] Ocas turbitínů je bílý.[4][5]

- Vizoři jsou holubi s barevnou hlavou, křídelními štíty a ocasem.[2][3]

Většina orientálních racků je zbarvena v jemných šupinatých a bělopruhých kresbách, různé stupně šupinatosti a bělopruhosti tvoří tzv. orientální řadu kreseb, pojmenovaných právě po tomto plemeni. Co se barev týče, vyskytují se ve všech barvách i mezibarvách, jaké jsou u holubů možné.
K orientálnímu rackovi bývá někdy přiřazován též racek domino, racek s barevnou hlavou, křídelními štíty a ocasem, zbarvením odpovídající vizorům. Je bezrousý.

## Galerie

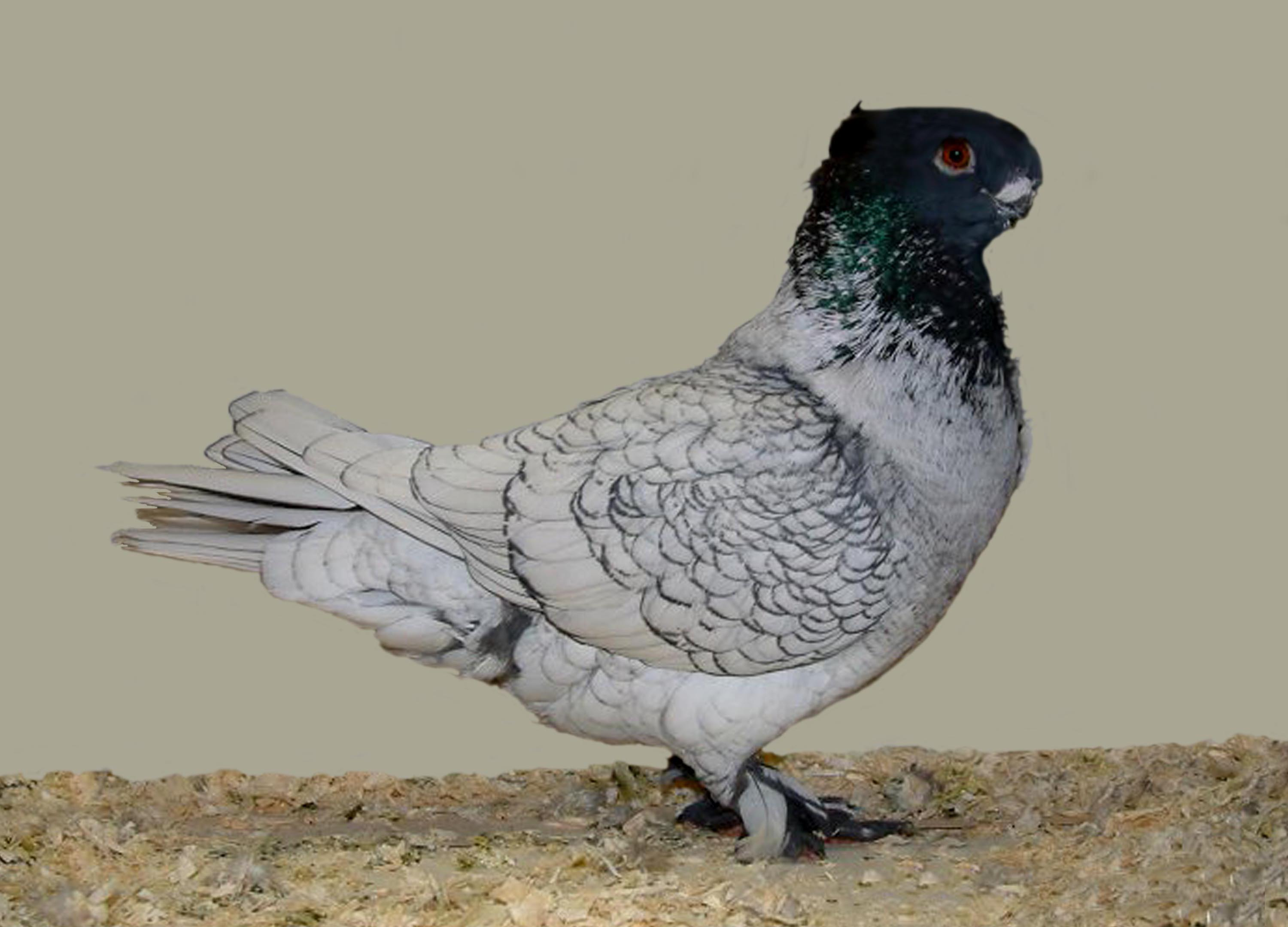
Orientální racek, blondineta modře šupinatá
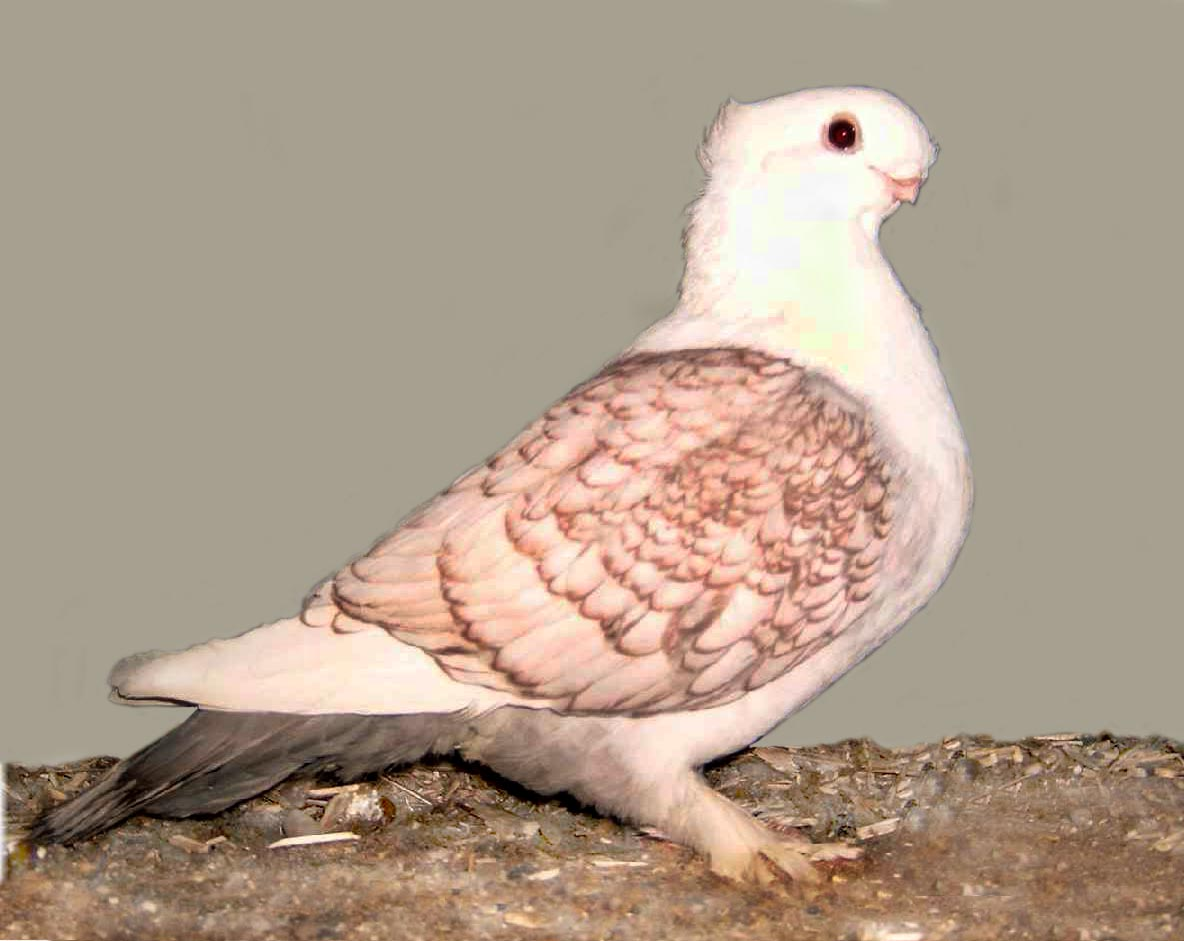
Orientální racek, satineta červeně šupinatá
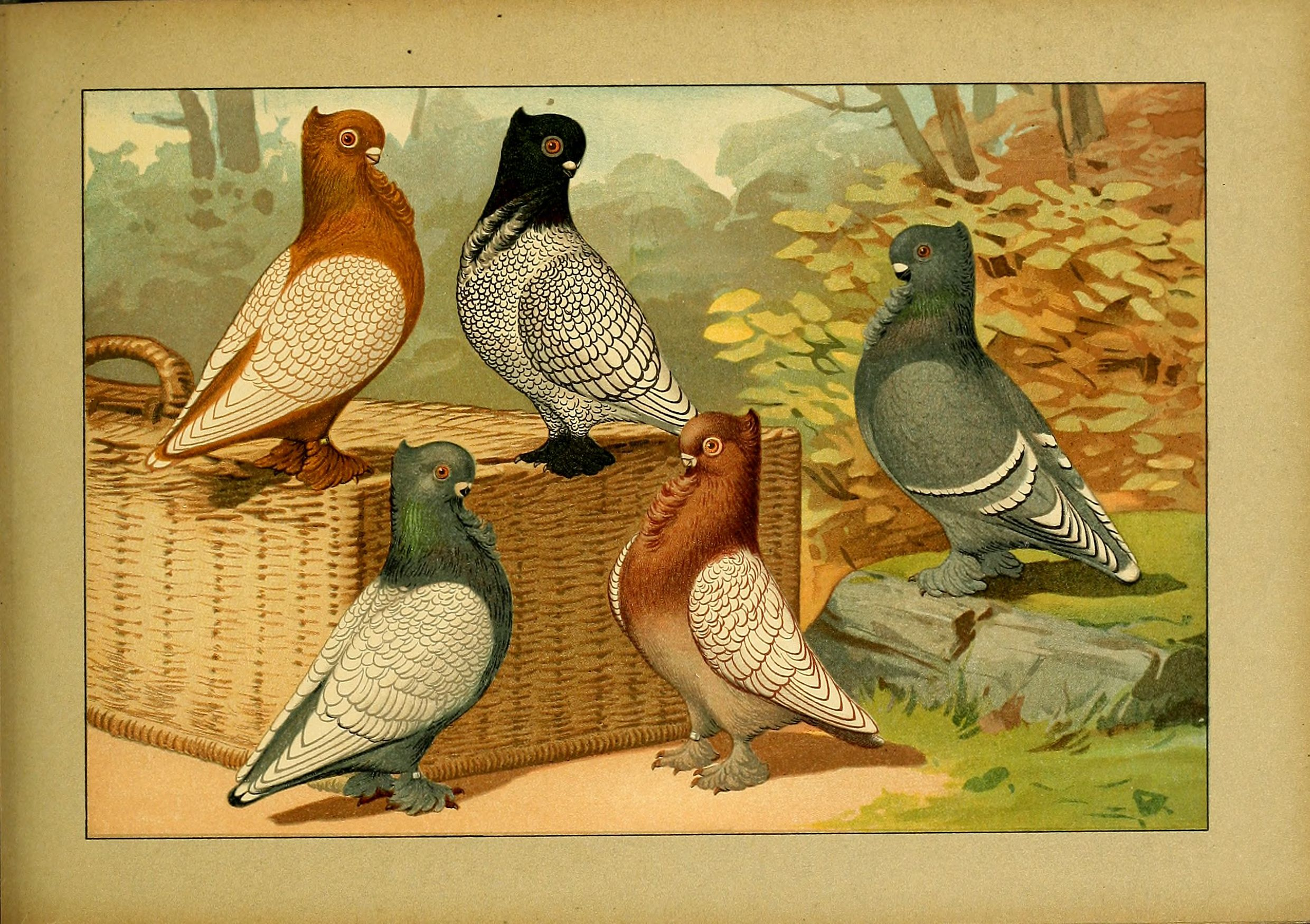
Ilustrace blondinet: černá, modrá a červená šupinatá a modrá bělopruhá blondineta
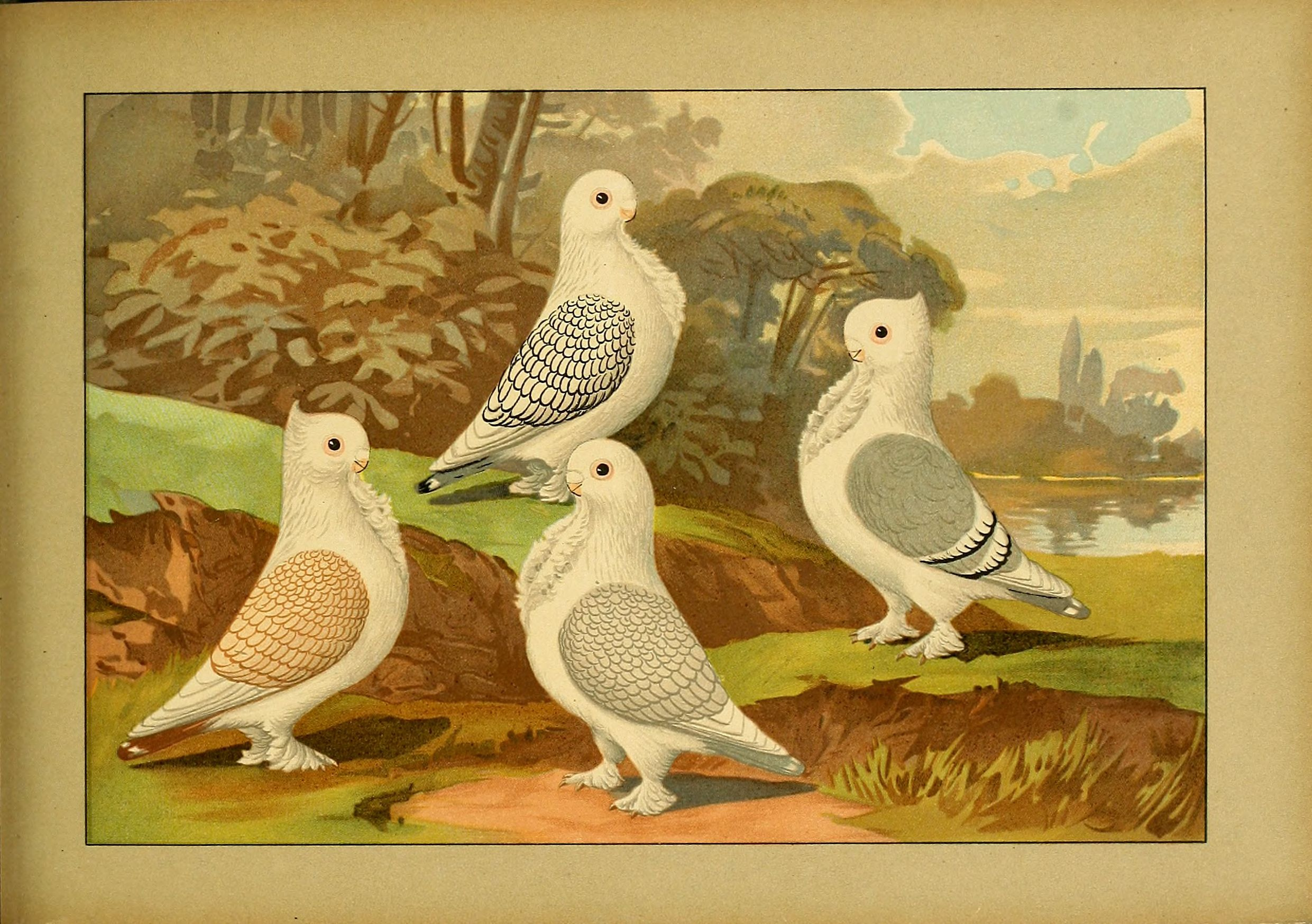
Ilustrace satinet: černá, stříbřitá a žlutě plavá šupinatá a stříbřitá bělopruhá